# میساکی دوی
 میساکی دوی (انگلیسی: Misaki Doi؛ زادهٔ ۲۹ آوریل ۱۹۹۱) یک تنیس‌باز اهل ژاپن است.